# G Herbo
Герберт Рэндалл Райт III (родился 8 октября 1995), более известен как G Herbo (раньше Lil Herbo) — американский рэпер из Чикаго. Подписан на лейбл Machine Entertainment Group.

## Ранняя жизнь
Герберт родился в восточной части города Чикаго. Эта часть печально известна своим высоким процентом преступности. В 16 лет G Herbo бросил школу.
Среди вдохновителей Герберт выделяет Gucci Mane, Yo Gotti, Meek Mill и Лила Уэйна.

## Карьера
29 сентября 2015 года Герберт выпустил третий микстейп Ballin Like I'm Kobe.
11 ноября 2015 года Herbo выпустил песню «Lord Knows» при участии американского рэпера Joey Badass.
В 2016 году G Herbo появился в ежегодном списке фрешменов от журнала XXL.
24 ноября 2016 года G Herbo выпустил четвёртый микстейп Strictly 4 My Fans.
22 декабря 2016 года Герберт выпустил дебютный студийный альбом Humble Beast.
Третий студийный альбом PTSD был выпущен 28 февраля 2020 под лейблами Machine Entertainment Group и Epic Records. Альбом был назван в честь посттравматического синдрома. Делюкс-версия альбома вышла 29 мая 2020 года.
2 июля 2021 года был выпущен четвёртый студийный альбом 25.
7 октября 2022 года G Herbo выпустил первую часть своего пятого студийного альбома Survivor’s Remorse, через три дня вышла вторая часть.

## Личная жизнь
Первый сын Райта родился в 2018 году от Арианы Флетчер. По состоянию на декабрь 2020 года он помолвлен с Тайной Уильямс, падчерицей рэпера Fabolous. Она родила ему сына 27 мая 2021 года.

## Дискография

### Студийные альбомы
- 2017 - Humble Beast
- 2018 - Still Swervin
- 2020 - PTSD
- 2021 - 25
- 2022 - Survivor’s Remorse

### Совместные альбомы
- 2018 - Swervo (совместно с Southside)

### Микстейпы
- 2012 - Road to Fazoland
- 2013 - Road 2 Riches
- 2014 - Welcome to Fazoland
- 2014 - Pistol P Project (PPP)
- 2015 - Ballin Like I'm Kobe
- 2016 - Strictly 4 My Fans
- 2017 - Humble Beast

### Другие песни с чартов
| Название                                                          | Год  | Позиция | Альбом |
| Название                                                          | Год  | US      | Альбом |
| ----------------------------------------------------------------- | ---- | ------- | ------ |
| «PTSD» (при участии Chance the Rapper, Juice WRLD и Lil Uzi Vert) | 2020 | 38      | PTSD   |